# Велики четвъртък
Велики четвъртък или Чисти четвъртък е християнски празник, отбелязван в четвъртъка на Страстната седмица.

## Събития от Христовите страсти
На този ден са се случили събития от Христовите страсти, според Евангелията:
- Тайната вечеря на Исус с неговите ученици.
- Исус се моли в Гетсиманската градина под Елеонския хълм
- Предателството на Юда

Християните вярват, че много от Христовите Страсти са предсказани от пророците в Стария завет, както и от самия Иисус.
Според еврейските вярвания денят завършва със залеза на Слънцето и тогава започва следващият ден. Така Велики четвъртък започва от сряда привечер. Същата вечер се провежда Тайната вечеря на Божия син с Апостолите, затова тя се числи към Велики четвъртък. В началото на вечерята Христос измива краката на учениците си в знак на крайно смирение. Още преди това Той е изпратил в Йерусалим апостолите Петър и Йоан, които приготвят пасхална трапеза с безквасен хляб и вино. По време на вечерята Христос им казва, че един от тях ще Го предаде. Юда излиза и Го предава, а през нощта срещу четвъртък Христос се моли в Гетсиманската градина до идването на предателя и залавянето Му.
Иисус Христос е изправен на съд пред юдейския Синедрион. Той отказва да отрече, че е Син Божий, и го осъждат на смърт заради твърденията му, че е „цар на юдеите“. Тъй като не могат да изпълнят присъдата без да е утвърдена от Рим, изпращат Христос на съд при римския наместник на провинция Юдея прокуратор Пилат Понтийски. Съгласно римския закон предявяването на иск за царска титла е опасно престъпление. На въпроса на Пилат „Ти цар ли си на юдеите?“ Христос отговаря „Ти го каза“. Това словосъчетание в еврейската реч има положително-констативен смисъл. Отговорът на Исус е приет за положителен и че като Бог има власт над всички царства. По време на изпитанието на Исус жената на Пилат му пратила слуга да му каже: „Не правете нищо на Този Праведен, защото днес насън много пострадах за Него!“. Пилат го изпраща при тетрарх Ирод Антипа – юдейски управител на областта Галилея, от която е Христос. Ирод облича Иисус в бели дрехи (символ на кандидат за почетна длъжност) и го връща на Пилат. С това показва, че го възприема само като забавен претендент за юдейския престол и не го счита за опасен престъпник. Вероятно точно така Пилат разбира Ирод, тъй като споменава пред първосвещениците, че Ирод не е открил в Иисус нищо достойно за смърт.

## Български народни обичаи
Велики четвъртък е празничен ден в навечерието на Великден, в който вече се прекратява повечето обичайна работа, извън подготовката за Великден и дребни работи вкъщи. На Велики четвъртък се приготвят някои от обредните хлябове за Великден, но най-важната дейност е боядисването на великденските яйца.